# Зубчатоклювые крапивники
Зубчатоклювые крапивники (лат. Odontorchilus) — род мелких птиц семейства крапивниковых, обитающих в Южной Америке. В отличие от других представителей семейства, ведущих преимущественно наземный образ жизни, зубчатоклювые крапивники предпочитают находить себе пропитание у листового полога деревьев. Мышиный зубчатоклювый крапивник (O. cinereus) обитает на территории Боливии и Бразилии в джунглях реки Амазонки на высоте до 500 м над уровнем моря. Шиферный зубчатоклювый крапивник (O. branickii) предпочитает более возвышенные влажные тропические леса в Андах на высоте 1400-2200 м над уровнем моря. Его ареал ограничен Боливией, Эквадором, Перу и Колумбией. Среди морфологических особенностей рода - очень тонкий клюв с мелкими зазубринами на надклювье (отсюда русское название), необычно длинный для семейства (на пол-корпуса) хвост, и тонкие ноги, более приспособленные к жизни на деревьях. Живут смешанными стайками вместе с другими птицами со схожими местами обитаний.